# Шварц-Барт, Андре
Андре́ Шварц-Барт (фр. André Schwarz-Bart, 28 мая 1928, Мец — 30 сентября 2006, Пуэнт-а-Питр) — французский писатель еврейского происхождения.

## Биография и творчество
Родился в семье польских евреев, переехавших во Францию в 1924 году. Разговорным языком в семье был идиш. В 1942 году родные Шварц-Барта были депортированы в Аушвиц и погибли там.
Он примкнул к Сопротивлению, был арестован немцами, бежал, ушёл в партизаны, воевал до конца войны.
После войны работал слесарем, в 1948 году сдал экзамены на аттестат зрелости и поступил в Сорбонну. В 1950 году начал писать.
Главным произведением Шварц-Барта стал роман-хроника о жизни еврейской семьи с XII в. до Холокоста «Последний из праведников» (1959), который Эли Визель назвал «непревзойденной книгой».
Последние годы писатель прожил на Гваделупе вместе с женой, писательницей Симоной Шварц-Барт, чьи родители были уроженцами Гваделупы. Несколько книг он написал в соавторстве с супругой.
Умер от осложнений после операции на сердце.
Сын — джазовый саксофонист Жак Шварц-Барт (род. 1962).

## Произведения
- Dernier des Justes, роман (1959)
- Un Plat de porc aux bananes vertes, роман (1967, в соавторстве с Симоной Шварц-Барт)
- La Mulâtresse Solitude, роман (1972)
- Hommage à la femme noire, энциклопедия в 6-ти тт. (1989, в соавторстве с Симоной Шварц-Барт)
- Étoile du matin, роман (2009)

## Признание
Роман «Последний из праведников» переведен на немецкий, английский, испанский, итальянский, нидерландский и другие языки. Автору присуждена Гонкуровская премия (1959), Иерусалимская премия (1967). Шварц-Барт — офицер Ордена искусств и литературы (2006).

## Публикации на русском языке
- Последний из праведников. Иерусалим: Библиотека Алия, 1978
- Утренняя звезда. М., Текст, 2011